# Liolaemus montanus
Liolaemus montanus este o specie de șopârle din genul Liolaemus, familia Tropiduridae, descrisă de Koslowsky 1898. Conform Catalogue of Life specia Liolaemus montanus nu are subspecii cunoscute.